# Chevrolet Tilt Cab
Il Chevrolet Tilt Cab era un camion prodotto dalla General Motors dal 1960 al 1980. Era disponibile come Chevrolet o GMC, a seconda del concessionario in cui veniva venduto.
Il camion era concepito come un moderno concorrente della serie C della Ford, e anche come il successore del Chevrolet Viking e dello Spartan. Tuttavia, il camion Chevrolet non è mai stato così popolare come il suo concorrente a causa di problemi di inaffidabilità.
Rispetto a loro, era un veicolo completamente nuovo e più moderno. I camion Tilt Cab erano disponibili con vari motori GM e Detroit Diesel a 6 cilindri e V8. La gamma di autocarri era disponibile in vari passi, dimensioni e pesi lordi e le designazioni di questi variavano dai numeri da 40 a 90. Era disponibile anche una versione Trattore stradale. La produzione terminerà nel 1980, anche se gli ultimi camion furono venduti solo nel 1983.